# Pericoma neoblandula
Pericoma neoblandula is een muggensoort uit de familie van de motmuggen (Psychodidae). De wetenschappelijke naam van de soort is voor het eerst geldig gepubliceerd in 1962 door Duckhouse.